# Pigugno
Il pigugno è un gioco di carte diffuso soprattutto in provincia di Modena, in particolare a Spilamberto, Cognento e dintorni. Viene anche chiamato, confidenzialmente, pigugnino o pico (o, più raramente, pigo) oppure pigògn, pigugnin e al pegùn nel dialetto locale.
Prende il nome dal Fante di Spade, che è appunto "il pigugno" e che riveste un ruolo importante nel gioco.

## Regole e punteggio
Si gioca con un mazzo da 40 carte, normalmente in 4 o 5 giocatori. Secondo alcuni, il vero pigugno si gioca solo in 4 e a coppie.
Per segnare i punti si traccia una croce e si assegna un ramo a ogni giocatore, per ogni busca si traccia una linea verso destra, ogni cinque busche si congiungono le linee e si passa a segnare le busche sul secondo piano. 
Tutte le carte vengono distribuite fin dall'inizio fra i giocatori, si gioca in senso antiorario. La prima mano viene iniziata dal possessore del sette di denari (settebello); dalla seconda mano in poi il mazziere sarà colui che ha preso il Pigugno e nelle mani successive il primo a giocare sarà colui che siede alla destra del mazziere. È obbligatorio rispondere a seme (spade, bastoni, denari e coppe) fin che si hanno carte del seme giocato. Se non si può rispondere a seme il giocatore rifiuta, cioè gioca una carta dalla mano a sua scelta. 
La scala di forza delle carte è la stessa del tressette ovvero; il Tre prende sul Due che prende sull'Asso e su tutte le altre carte nell'ordine (Re, Cavallo, Fante, Sette, Sei, ecc.).
Il valore delle carte è invece triplo rispetto a quello del tressette: l'Asso vale 3 punti, il Due, il Tre e le figure (Fante, Cavallo e Re) 1 punto ciascuno e le altre carte nessun punto, l'ultima mano vale 3 punti da aggiungersi al totale di chi la prende. In totale sono 35 punti.
Lo scopo del gioco è fare almeno una presa (con meno punti possibile e soprattutto senza il pigugno, cioè il Fante di Spade).
Alla fine della partita chi avrà fatto più punti prenderà almeno una "busca" come chi ha preso il pigugno; fino a 17 punti si prende una busca, da 18 a 20 punti si prendono due busche, da 21 a 23 punti si prendono tre busche, a 24 punti si prendono quattro busche, a 25 punti se ne prendono cinque e così via. Se qualcuno non copre ("sta fuori") prende due busche, non si contano i punti, e chi ha preso il pigugno non prende nessuna busca. Nel caso in cui in due non coprano i due malcapitati si prendono quattro busche a testa, se in tre non coprono le busche diventano sei a testa. Se in due pareggiano le busche dei punti raddoppiano, se in tre pareggiano le busche triplicano. Se un giocatore fa 10 prese azzera le busche sullo score, gli altri tre si prendono sei busche. 
Chi arriva a 10 busche "va fuori", cioè continua a giocare ma da perdente. Altre varianti del gioco (che cambia da bar a bar) prevedono altre busche e altri modi di calcolare i punti.
Nel gioco a coppie perde la coppia che per prima ha o i due giocatori con 10 busche ciascuno o un giocatore con 15 busche.
A Castelvetro di Modena è stata portata una variante che rende molto più complesso il gioco, specie a coppie. Il "pigugno" di volta in volta è il fante del colore del primo tre che prende. Perde chi arriva a quattordici.
Altra regola, diffusa a Vignola, che ha l'obiettivo di rendere partecipe anche colui che ha già raggiunto le 10 busche, è la "badiala". Infatti il giocatore che sarebbe teoricamente già perdente, ha una ultima possibilità per vincere ancora, facendo arrivare a 10 busche contemporaneamente altri 2 giocatori. 
Altro dettaglio, il giocatore che ha raggiunto per primo le 10 busche, per poter fare la badiala, deve andare almeno a 11 busche. Se invece arriva a 20 busche, perde solo lui.
Sempre a Vignola si considera valida una presa, solo se ha almeno una figura. Se ci sono solo "scartini", è come se non si avesse preso. 

### La variante "Tròvi"
La variante "Tròvi" prevede l'attribuzione, a ogni round, di una "busca" (penalità) a colui che prende il pigugno, una per il massimo punteggio ottenuto, ed infine una aggiuntiva se si supera il punteggio di 15 punti.
Se uno (o più) dei giocatori non effettua neanche una presa, colui che si è attribuito la "busca" per il massimo punteggio (e eventualmente anche quella aggiuntiva) può liberarsene passandola a ciascuno dei giocatori che non ha effettuato prese.
La "busca" del pigugno rimane invece a colui che l'ha preso e non è dunque "trasferibile".

## Altri giochi simili
Il pigugno è simile ad altri giochi regionali, e fa parte della grande famiglia delle varianti del Tressette a perdere. In particolare, a parte alcune differenze, assomiglia molto al Traversone e al Ciapa no; tuttavia, sembra essere l'unico caratterizzato dalla presenza di una carta speciale come, appunto, il pigugno.
Altra variante del pigugno, nata in tempi più moderni, è il cosiddetto "Pigugno Etilico" la variante prevede l'assunzione di bevande alcoliche al posto delle tradizionali "busche"; questa variante che in tutto e per tutto resta identica al gioco originale, si è diffusa particolarmente negli ambienti scolastici o generalmente negli ambiti comunitari.